# Sloupno (Vysočina)
Sloupno è un comune della Repubblica Ceca facente parte del distretto di Havlíčkův Brod, nella regione di Vysočina.